# En Helt Ny Jul
 En Helt Ny Jul è il quarto album in studio della cantante svedese Amy Diamond, pubblicato dalla Bonnier Amigo Music Group nel 2008. L'album ha tracce totalmente cantate in lingua svedese e a tema natalizie.

## Tracce
1. Nu tändas tusen juleljus (Strumentale) – 0:30
2. När vi närmar oss jul – 4:21
3. En helt ny jul – 4:16
4. Hej mitt vinterland – 2:18
5. Mer jul – 3:36
6. När julen rullar över världen – 4:02
7. Jul jul strålande jul – 2:40
8. Tänd ett ljus – 4:38
9. Kom håll min hand – 3:51
10. Viskar en bön – 3:16
11. Betlehems stjärna – 4:53
12. Julen är här – 3:17